# Hubert Cecil Booth
Hubert Cecil Booth (4. července 1871 Paříž, uváděn je také Gloucester – 14. ledna 1955 Croydon) byl britský technik, známý jako vynálezce prvního funkčního vysavače.
Vystudoval City and Guilds of London Institute a stal se členem Institution of Civil Engineers. Pracoval v londýnské firmě Maudslay Sons & Field, kde projektoval železniční mosty, lodě a také ruská kola pro zábavní parky. V roce 1901 se seznámil s patentem na čištění železničních vagónů, který spočíval ve vyhánění prachu proudem vzduchu. Booth konstatoval, že tento přístroj špínu spíše rozvíří do celého okolí, než aby ji skutečně odstranil, a na základě pokusu s vdechováním prachu přes vlastní kapesník navrhl opačný postup: nasávání nečistot, které by se usazovaly na filtru. Ještě téhož roku si nechal patentovat první vysavač nazvaný Puffing Billy a založil společnost na jeho výrobu British Vacuum Cleaner Company.
Američan Ives W. McGaffey se pokoušel už v 60. letech 19. století prorazit s vysavačem na manuální pohon, který však nedokázal vyvinout potřebný podtlak. Booth se proto rozhodl použít spalovací motor. Puffing Billy byla rozměrná jasně červená skříň, umístěná na voze taženém párem koní, která musela zůstat před domem a pro čištění interiéru byla opatřena hadicí dlouhou přes 240 metrů. Zařízení zprvu vyvolávalo konflikty kvůli mimořádné hlučnosti i proto, že překáželo pouličnímu provozu; také bylo velmi drahé, zájemci si ho pouze pronajímali na jednorázový úklid. Jednou z prvních zakázek byla příprava Westminsterského opatství na korunovaci Eduarda VII., což byla pro firmu ideální reklama. Postupující elektrifikace Londýna přiměla Bootha přejít roku 1906 na elektromotor, který získával energii připojením ke sloupům veřejného osvětlení. V roce 1908 sestrojil Američan James Murray Spangler první přenosný vysavač, který začala vyrábět firma The Hoover Company, a tato novinka díky snadné obsluze ovládla trh. Boothovy vysavače se nadále používaly pouze v průmyslové praxi.